# ベン・ナイトホース・キャンベル
ベンジャミン・ナイトホース・キャンベル（英語：Benjamin Nighthorse Campbell、1933年4月13日 - ）は、アメリカ合衆国の政治家。インディアン・ジュエリーのデザイナー。元コロラド州上院議員で、インディアン系初の上院議員だった。所属政党は共和党（民主党から変えた。）。北部シャイアン族の長老でもある。妻はリンダで、息子のコリンと娘のシャノンがいる。ポニーテールの髪型をしており、ハーレーダビッドソンのオートバイを所有しており、オートバイのファンである。2002年にはアメリカ・モーター・サイクル協会のモーターサイクル・ホール・オブ・フェイム・ミュージアムの栄誉の殿堂に入った。

## 経歴

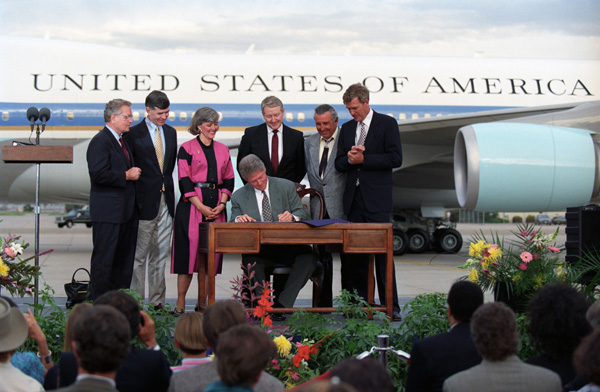
クリントン大統領の署名に立ち会うベンジャミン・ナイトホース・キャンベル（1993年）

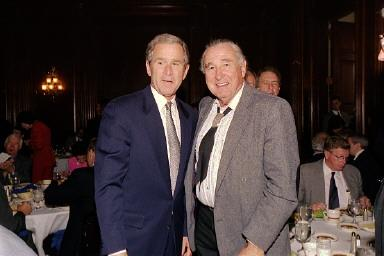
ジョージ・W・ブッシュ大統領とホワイトハウスの晩餐会で（2001年）

1933年4月13日にカリフォルニア州オーバーンで、インディアンの「北部シャイアン族」の父であるアルバート・キャンベルとアゾレス諸島出身のポルトガル移民の母であるメアリー・ビオラとの間で誕生した。また妹がいる。母親は結核の病気で、父親はアルコール依存症で頻繁に姿を消していたため、家庭はあまり豊かではなかった。アルコール依存症の父は入院していたため、ほとんど病気の母により育てられていた。しかし10年間はカリフォルニア州サクラメントにあるカトリック系のセントパトリック孤児院で過ごし、キャンベルと妹はカナダのアルバータ州にある孤児院で世話を受ける。
この様な環境で育ったため、高校時代の10代の若い時はトラブルを起こすようになり、また学校の成績も余り良くなかった。銃・車・万引き・窃盗に関与していたと言われる。また15歳の時、飲酒運転をしてガソリンを盗んだとして逮捕されている。その後、キャンベルは自分の人生を変えようと決意する。カリフォルニア州のサクラメント・バレーで果汁ピッカーとして働いた。その時、一部の日本人の若者から柔道を教えてもらっている。
1950年に高校を中退して1951年にアメリカ空軍に入隊し、1950年から1953年までの朝鮮戦争中は韓国に駐留した。その時彼は高校の卒業証書を受け取ることを学び、彼の同等性柔道の訓練を継続した。軍の任務を終えた後、1957年に果物狩りやトラック運転手をしながらサンノゼ州立大学で物理と芸術を学んだ。1960年から1964年には特別研究生として日本の東京にある明治大学に留学した（後に、明治大学から名誉博士号を授与された）。柔道部員として柔道を本格訓練し、1964年東京オリンピックの時はアメリカの柔道代表の主将として出場していた。
1966年にモンタナのレイム・ディアーでシャイアン族の「名付けの儀式」を受け、祖母の義弟のアレク・ブラックホースより「ナイトホース」のインディアン名を授かる。
その後教師・警察刑務所のカウンセラー・農業労働者・トラックの運転手などの仕事をしたり、子供の頃から興味あったインディアンジュエリーのデザイナーとして経営を創める。日本で金属のラミネート加工の積層の技術を学んでおり、その技術はジュエリー制作に生かしていた。200以上制作しているリングやブレスレット、ペンダントはインディアンジュエリーの受賞を幾つか受けている。1977年にコロラド州で牧場経営で馬の調教などもしてリンダ・プライスと出会い、3度目の結婚をする。
1983年に民主党からコロラド州議会に出馬して当選した。インディアンの権利やコロラドの自然保護を唱えた。1987年に民主党からコロラド州下院議員となる。1991年にリトルビッグホーンの戦いを記念して建てられた「カスター国立記念戦場」の名を「リトルビッグホーン国立記念戦場」に改名する法案の決定に尽力する。
1992年にはコロラド州上院議員となる（インディアン初の上院議員である）。当初の選挙戦は劣勢だったが、故郷の伝統派の戦士、宗教指導者が彼のバックアップを決め、「鷲の羽根を持ち歩き、身体に赤い色を塗るように」と進言し、赤い塗料を送ってきた。ベンは指定された身体の数箇所に赤い色を塗り、選挙戦を戦った。その直後に資金の目処が付き、一気に形勢は逆転して大差で勝利したとベンは述懐している。
1993年にビル・クリントンの大統領就任式ではシャイアン族の羽根帽子を着けた伝統衣装で白馬にまたがり、パレードに加わった。1995年に欧州安全保障協力会議（ヘルシンキ委員会）の委員長を務め、その後自分の考えとクリントン政権の財政政策との違いなどの理由で、民主党から共和党に替えた。1998年にも共和党から再選し共和党議員として働いた。
インディアンの権利保護や司法や自然資源の諸課題の法的整備などに着実して、実績をあげていったが、2005年に上院議員を引退した。2006年にコロラド州知事選挙に関心を持っていたが出馬しなかった。2007年に国立アメリカ・インディアン博物館の資金のためペンダントジュエリーを制作した。

## 参照
1. ↑  The religion of Ben Nighthorse Campbell, Senator from Colorado